# NGC 3151
NGC 3151 este o galaxie lenticulară situată în constelația Leul Mic. A fost descoperită în 1 februarie 1886 de către Guillaume Bigourdan⁠(d). Se află la o distanță de 98,53 de megaparseci de Pământ.